# لشکر اسکاتلند
لشکر اسکاتلند (انگلیسی: Scottish Division) یا لشکر اسکاتلندی لشکر پیاده‌نظام نیروی زمینی بریتانیا و تحت امر پیاده‌نظام ارتش بریتانیا است، که در سال ۱۹۶۸ تأسیس شد.
لشکر اسکاتلند یک واحد فرماندهی، آموزش و اداری پیاده‌نظام ارتش بریتانیا بود که برای تمام واحدهای پیاده‌نظام خط اسکاتلند تعیین شده بود. این واحد در سال ۲۰۱۷ با لشکر شاهزاده ولز ادغام شد تا لشکر اسکاتلند، ولز و ایرلند را تشکیل دهد.